# 自動作曲
自動作曲（じどうさっきょく、Automatic Composition ）とは、作曲行為にコンピュータなどの計算手段を用いたものである。

## 概論
自動作曲と言ってもコンピュータが完全に最初から最後まで作曲行為を行うのではなく、人間が発音の基本法則を作りこんだプログラムによる計算結果としての自動作曲なので、厳密には「作曲補助」と言える。フランス語ではコンピュータ補助作曲composition assistée par ordinateur (CAO) という呼び方が一般的であり、IRCAM（フランス国立音響音楽研究所）ではこの呼び名で統一している。この計算のためのプログラムを書く行為が既に「作曲行為」と見なされると主張する作曲家も存在する。
作曲入門用ソフトウェア作曲の知識をほとんど持たない初歩的な入門者が適当にキーボードやギターを弾いたり鼻歌を口ずさむことにより、コンピュータがそのメロディラインを読み取って、そのメロディに合うと思われる和声を自動的に当て嵌めていくソフトウェア。作曲入門と言ってもユーザーに作曲の技術を段階的に覚えさせていく教育目的ではなく、その場で出てくる結果に満足する、または遊び感覚で手軽に楽しむための作曲代行が目的であるものが多い。
専門的な作曲のためのソフトウェア特に現代音楽の分野の作曲家が、数理的な秩序に基づく作曲に用いるための自動計算ソフトウェア。代表的なものとして、前述のIRCAMが開発したOpenMusicが挙げられる。音響分析など、外部のソフトウェアとファイルをやり取りすることにより、より高度な数式を扱うことも可能である。
様式模写のためのソフトウェアモーツァルト風やショパン風、あるいはジャズ風など既存の作曲家の作風に良く似た音楽を大量に自動生成させるソフトウェア。既聴感のある音楽が大量に必要で、かつ著作権管理の厳しい現代の商用音楽シーン、特にアメリカにおいて、これらのソフトが実際に利用されている。
自動作曲ソフトウェアボタンを押すだけで自動的に作曲・演奏する。まずアルゴリズム作曲法による自動作曲ソフトウェアが試みられた。PC上で音声合成ソフトウェア（初音ミクに代表される、VOCALOIDなど）を歌わせるものも作られた。2010年代、AIを使ったものが台頭し、2020年代には人間並みのものが作曲できるようになった。音声合成や作詞も自動で可能である。

## 歴史
先駆的な例としてモーツァルトの「音楽のサイコロ遊び」が挙げられるが、これは自動作曲というよりはむしろ偶然性の音楽に近い。あらかじめ複数のフレーズを用意しておき、どのフレーズが偶然に選ばれても、それらが違和感なく連続して演奏できるよう配慮されている。
総音列技法で作曲されたピエール・ブーレーズの「構造」第1番と第2番は、音高はもとより音価や強弱が全てパラメータとして計算して書かれている。元となる数列とそれを組み立てる数式さえ考えれば、結果としての楽譜は自動的に計算によって導き出されるものであり、これも自動作曲と言える。ただしブーレーズ本人はこれの作曲にコンピュータは用いなかった。つまり紙上での手計算によるものである。このように簡単な筆記具と電卓（または計算尺など）があれば計算できる類の自動作曲としては、他にフランコ・ドナトーニの作風が挙げられる。
コンピュータを電子音の発信ではなく作曲の自動計算に用いた最初期の例は、レジャレン・ヒラー (Lejaren Hiller) とレオナルド・アイザックソン (Leonard Isaacson) による、イリノイ大学のコンピュータILLIAC Iを使った「イリアック組曲」（1957年）がある。
またヤニス・クセナキスもその活動初期から、確率論を用いた作曲の補助にコンピュータを用いていた。